# G. F. C. Griss
George François Cornelis Griss, zitiert G. F. C. Griss (* 1. Januar 1898; † 2. August 1953) war ein niederländischer mathematischer Logiker und Philosoph.
Griss wurde bei Roland Weitzenböck an der Universität Amsterdam in Mathematik promoviert mit einer Arbeit über Differentialinvarianten (das spezielle Arbeitsgebiet seines Doktorvaters Weitzenböck), über die er auch in den 1930er Jahren veröffentlichte.
Er war als Philosoph Anhänger eines Hegelianischen Idealismus und gehörte zum Umkreis von Gerrit Mannoury (der ebenfalls Hegelianer war) und Brouwer. Griss veröffentlichte ab 1944 und 1946 Arbeiten, in denen er die Verwendung der Negation im Intuitionismus ablehnte. Seiner Ansicht nach hat jede mathematische Begriffsbildung ihren Ursprung in einer Konstruktion. Kann die Konstruktion nicht ausgeführt werden, war der Begriff unklar. Griss begann auch 1949 mit Untersuchungen zur Formalisierung einer negationslosen Mathematik. Seine Thesen führten damals zu Debatten innerhalb der intuitionistischen Schule und auch Brouwer selbst wurde von den Arbeiten von Griss zu einigen Veröffentlichungen Ende der 1940er Jahre angeregt.

## Schriften
- Idealistische Filosofie. Een humanistische levens- en wereldbeschouwing, Van Loghum Slaterus, Arnheim 1946
- Mathématiques, mystique et philosophie, Mélanges philosophiques. Bibliotheque du Xieme Internat. Congress de Philosophie, Amsterdam 1948
- La mathématique intuitioniste sans négation, Nieuw Archief voor wiskunde, Serie 3, Band 3, 1955, S. 134–142.
- Sur la négation, Synthese, Band 7, 1948, S. 71–74.
- Differentialinvarianten von Systemen von Vektoren, Groningen, Noordhoff 1925